# Thomas Partey
Thomas Teye Partey (født 13. juni 1993) er en ghanesisk professionel fodboldspiller, som spiller for La Liga-klubben Villarreal og Ghanas landshold.

## Klubkarriere

### Atlético Madrid
Partey begyndte sin karriere hos Atlético Madrid, hvor han gjorde sin debut for reserveholdet i 2012.

#### Lejeaftaler
Partey blev i juli 2013 udlejet til RCD Mallorca, hvor han gjorde sin professionelle debut. Efter sæson i Mallorca blev han i 2014 igen udlejet, denne gang til Almería.

#### Gennembrud
Partey fik sin debut for Atléticos førstehold den 28. november 2015. Han spillede i de næste to sæsoner hovedsageligt som rotationspiller, før han i løbet af 2017-18 sæsonen etablerede sin plads på førsteholdet. Han var i 2018 med til at vinde Europa League med Atlético.
Partey forlod Atlético i oktober 2020, men nåede at spille nok kampe for klubben i 2020-21 sæsonen, til at han fik en medalje, da Atlético vandt den spanske liga i sæsonen.

### Arsenal
Partey skiftede i oktober 2020 til Arsenal, efter at klubben havde betalt hans frikøbsklausul.

## Landsholdskarriere
Partey debuterede for Ghanas landshold den 5. juni 2016. Han har været del af Ghanas trupper til VM i 2022 og til Africa Cup of Nations i 2017, 2019 og 2021.
Partey er blev kåret til årets spiller i Ghana to gange, i 2018 og i 2019.

## Titler
Atlético Madrid
- La Liga: 1 (2020–21)
- UEFA Europa League: 1 (2017–18)
- UEFA Super Cup: 1 (2018)

Individuelle
- CAF Årets hold: 1 (2018)
- Ghana Årets spiller: 2 (2018, 2019)